# Пам'ятки архітектури національного значення у Львові

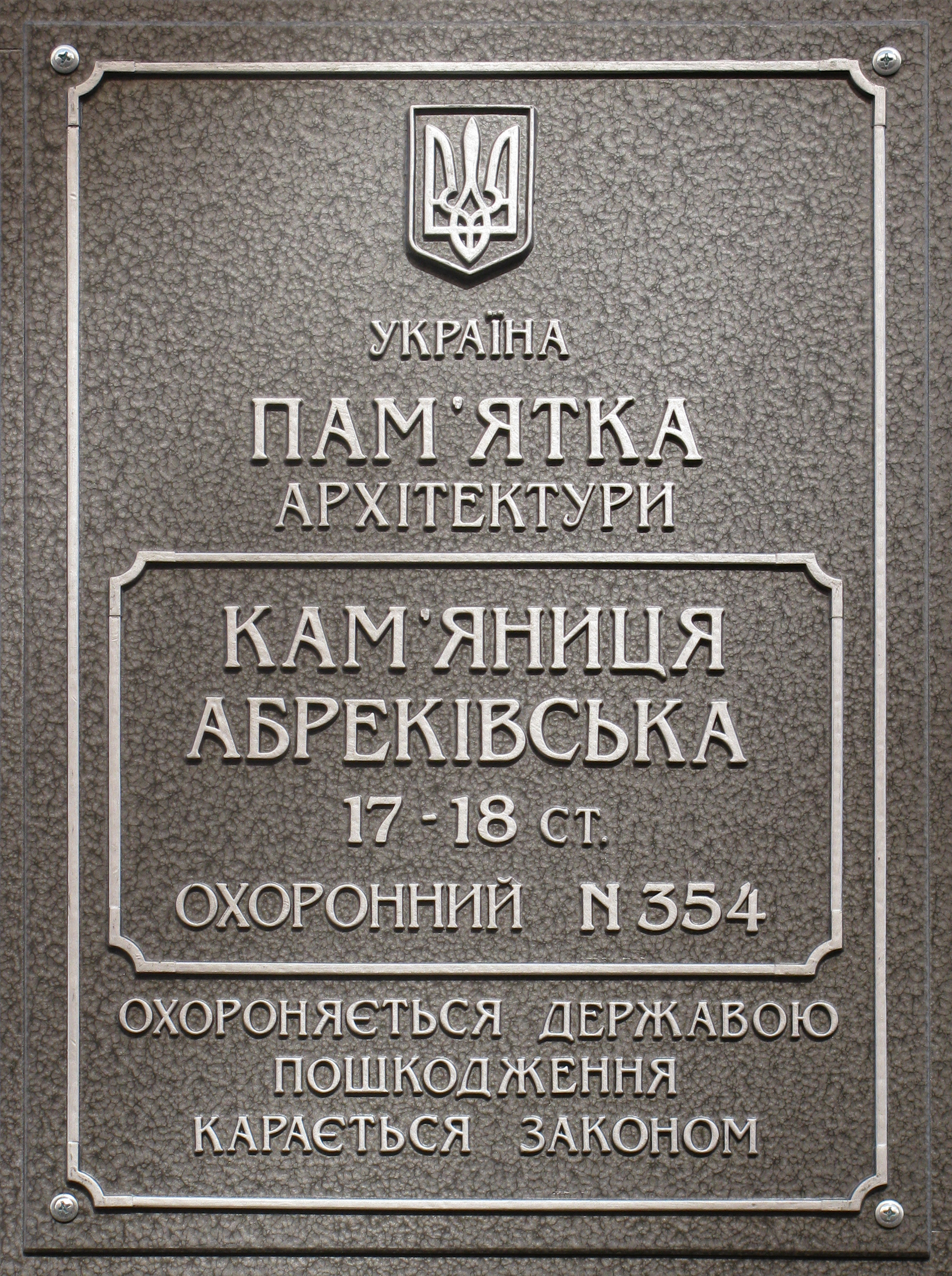
Інформаційний покажчик пам'ятки архітектури нового зразка

Інформаційний покажчик пам'ятки архітектури старого зразка (поступово заміняються)

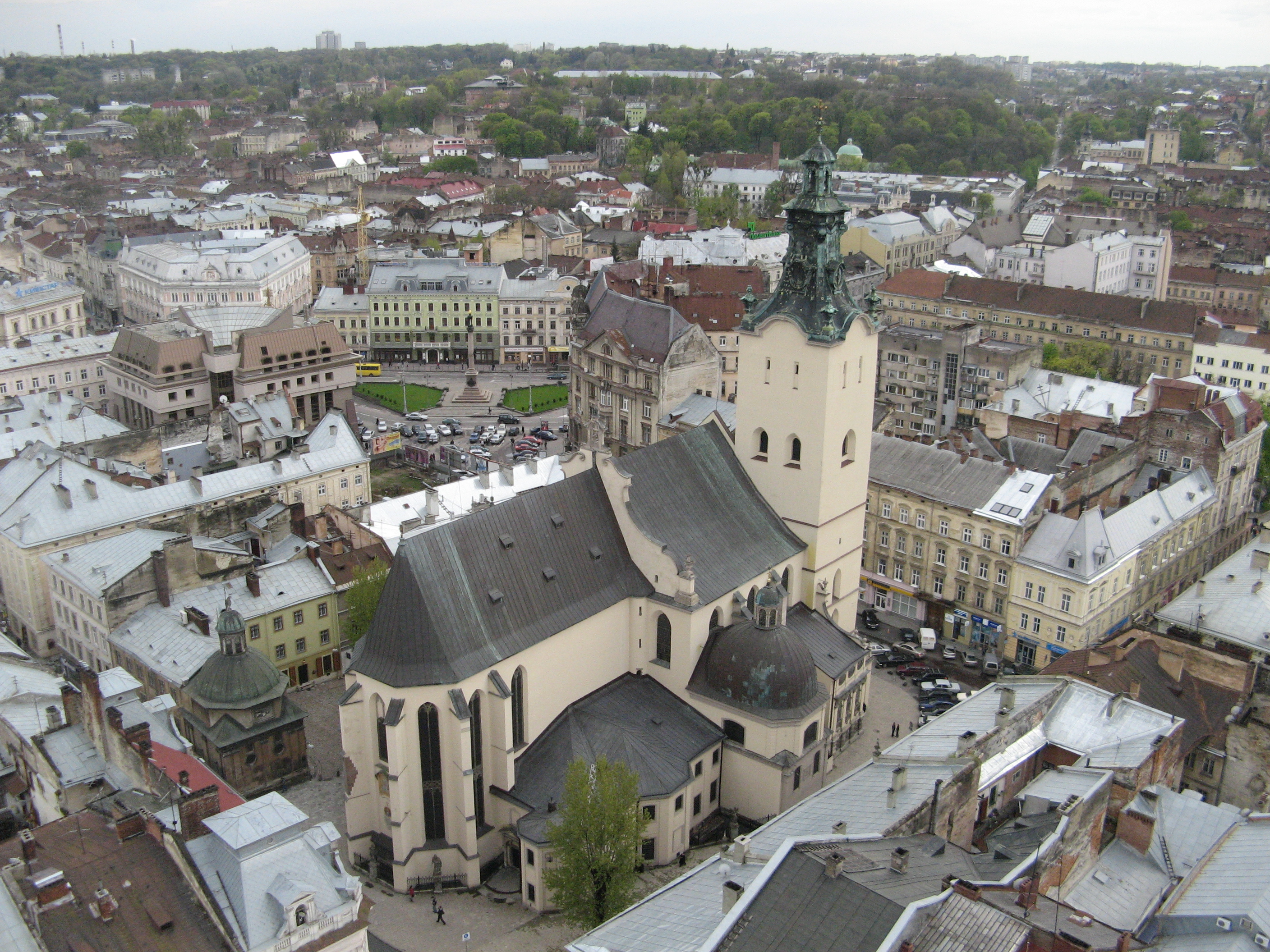
Латинська катедра

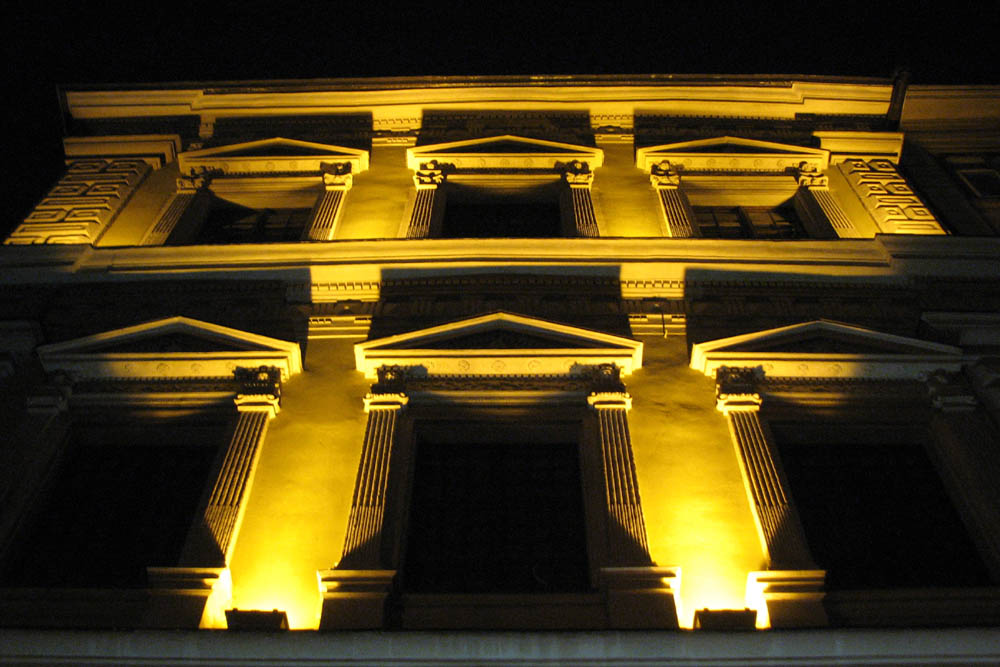
Підсвітка палацу Бандінеллі

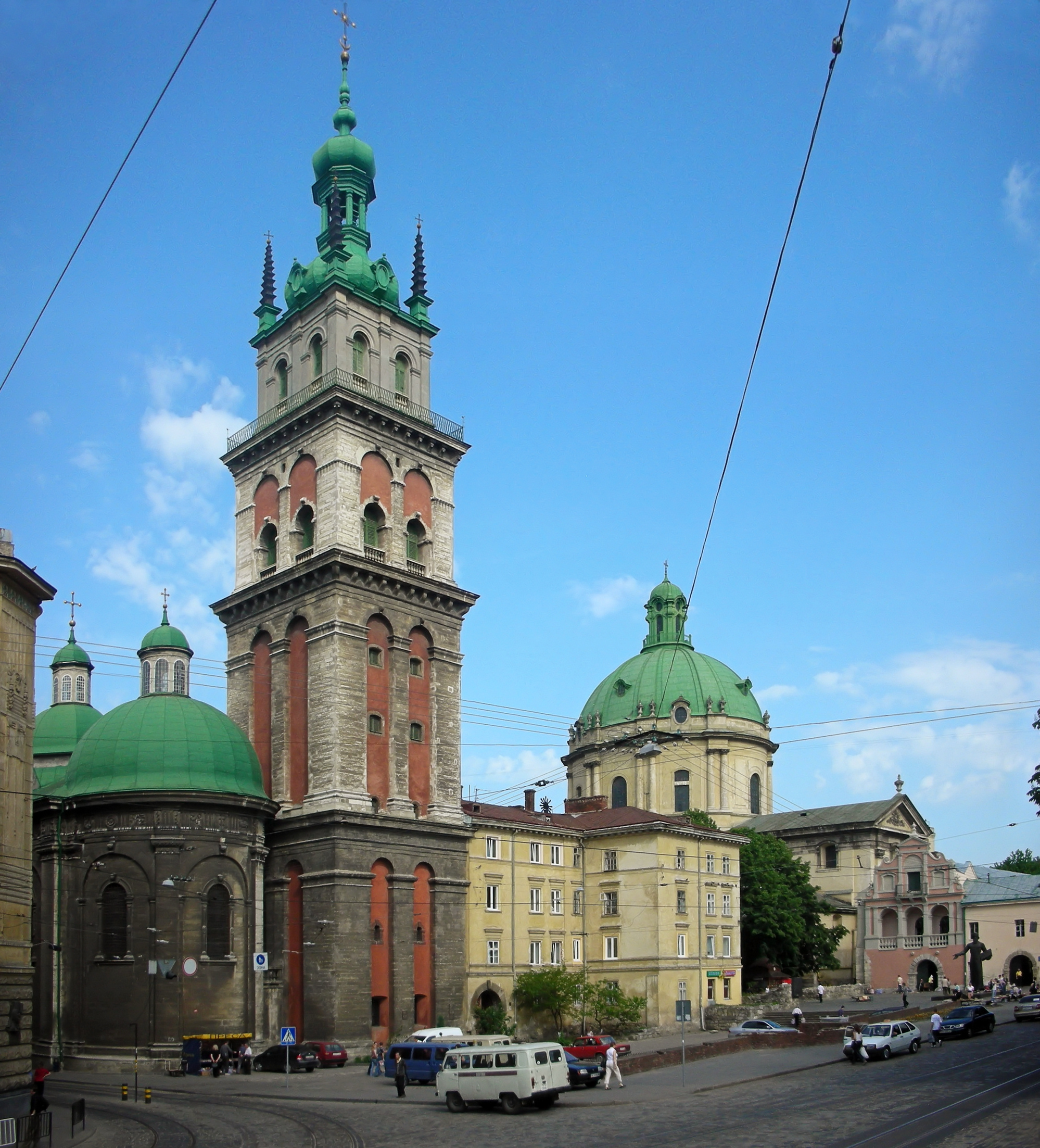
Успенська церква, вежа Корнякта і Домініканський костел

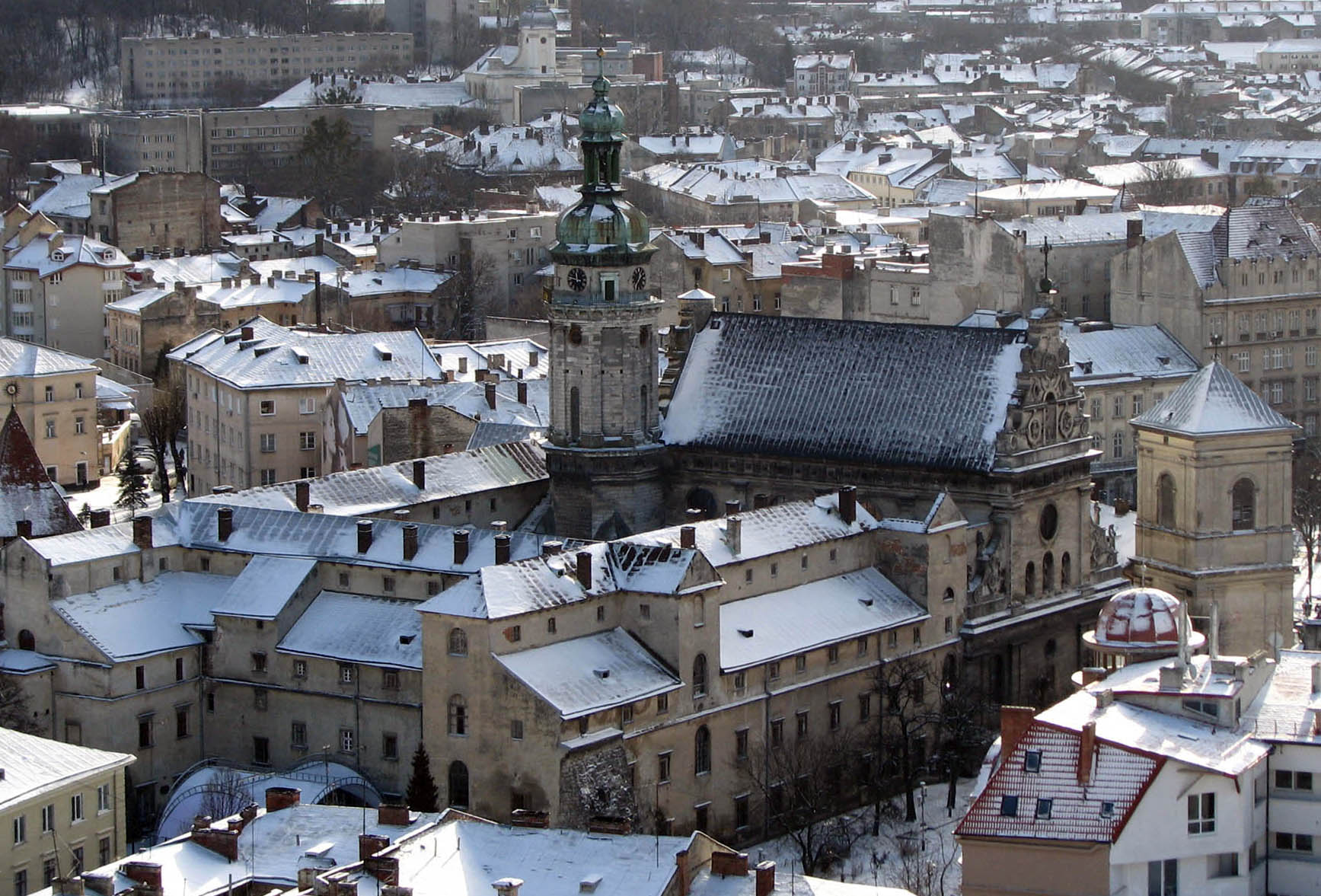
Панорама на монастир Бернардинів

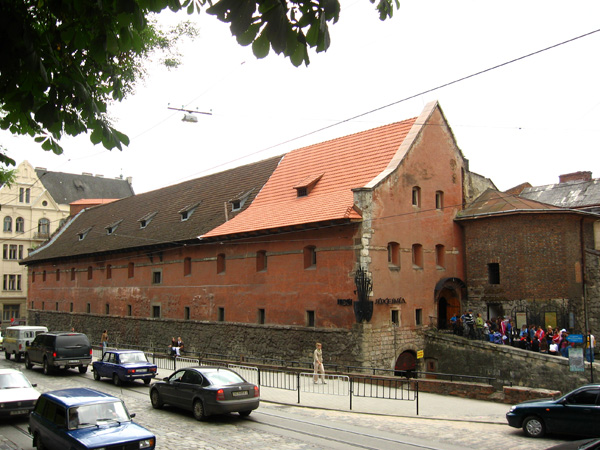
Міський арсенал

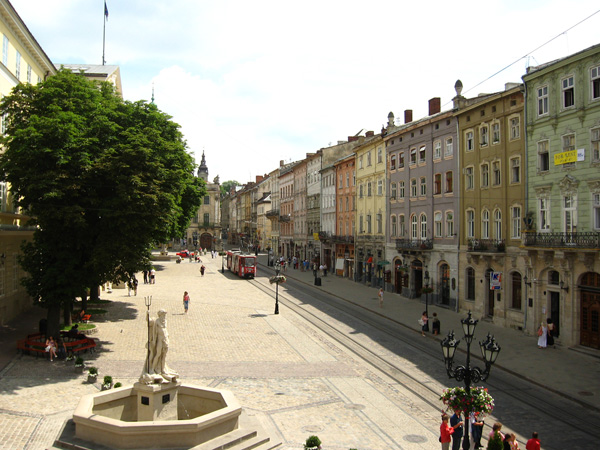
Південний бік площі Ринок, на якому всі будинки — пам'ятки архітектури

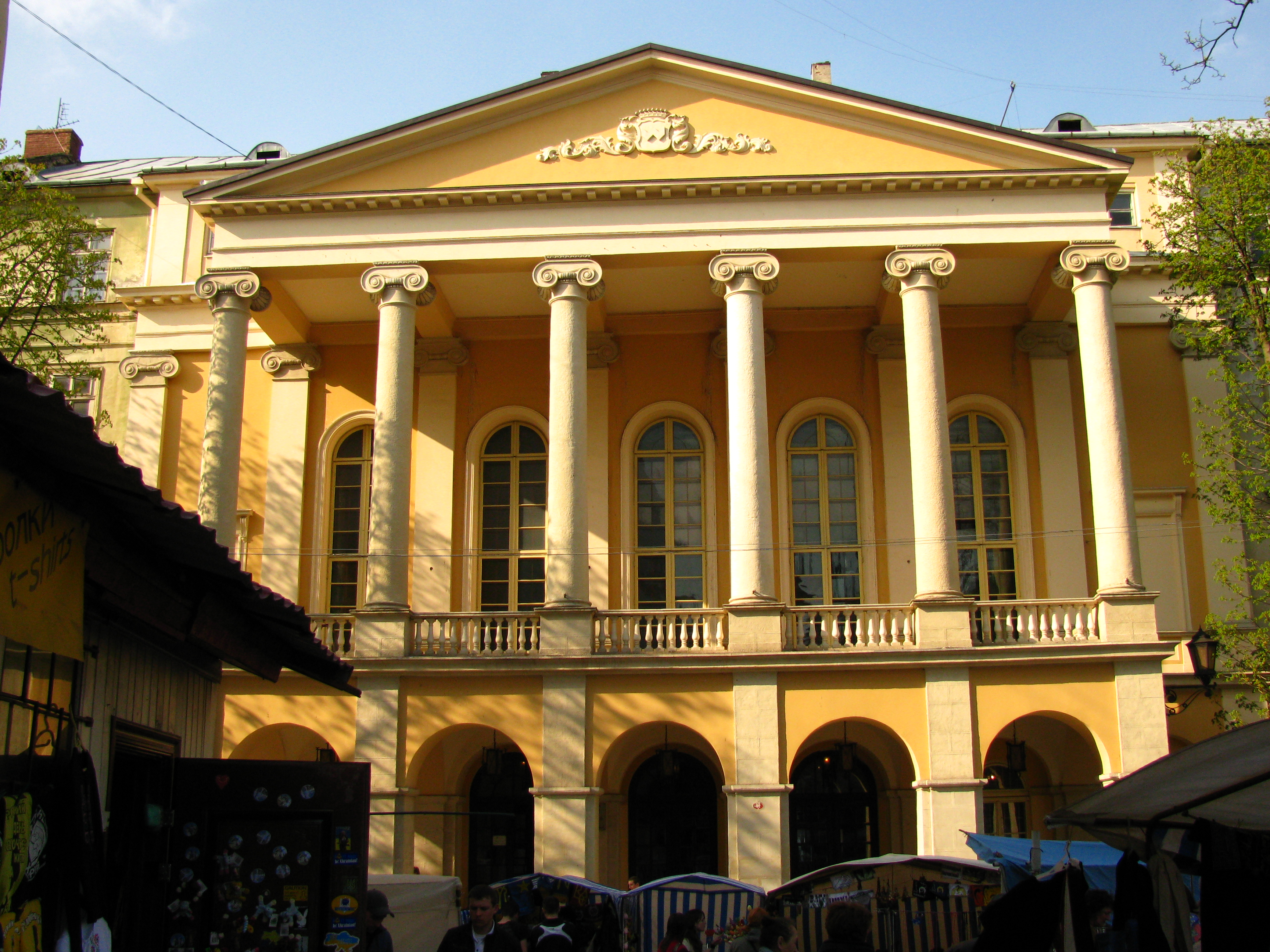
Театр імені М. Заньковецької

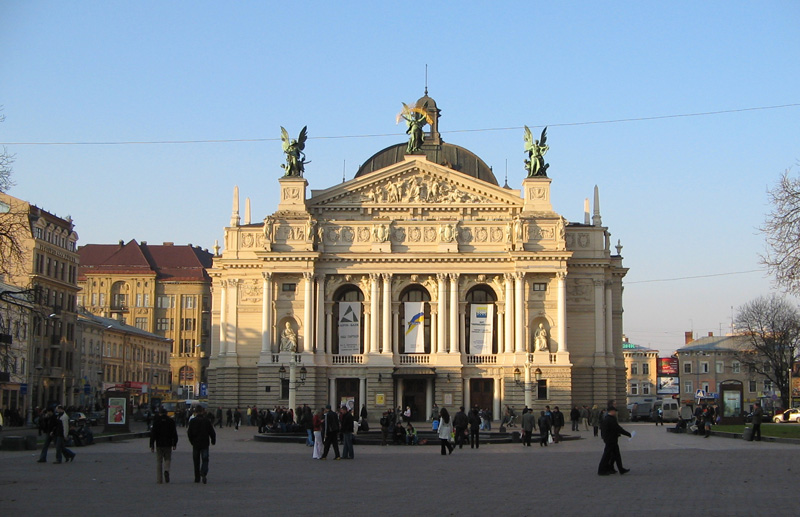
Львівська опера

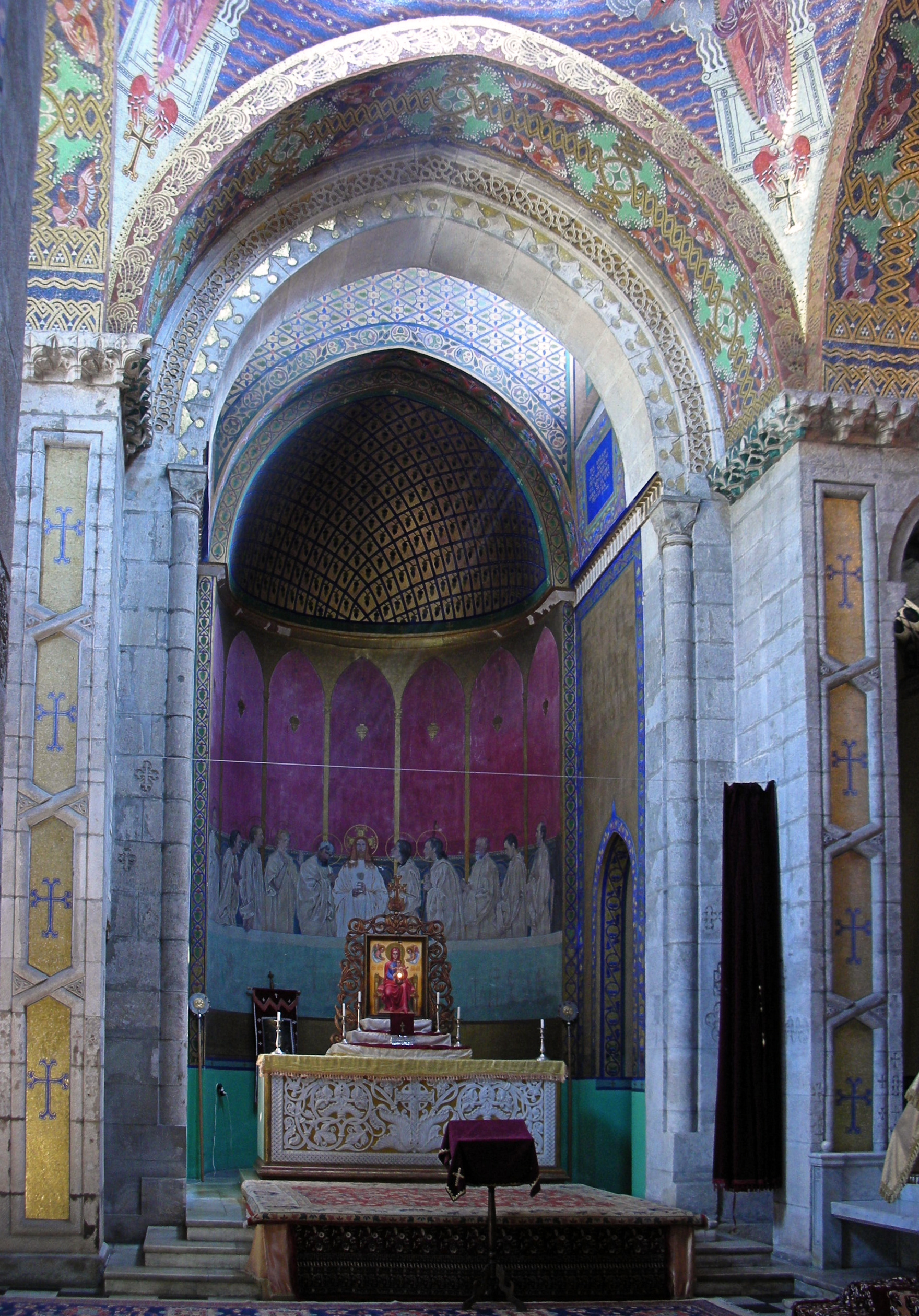
Всередині Вірменської церкви

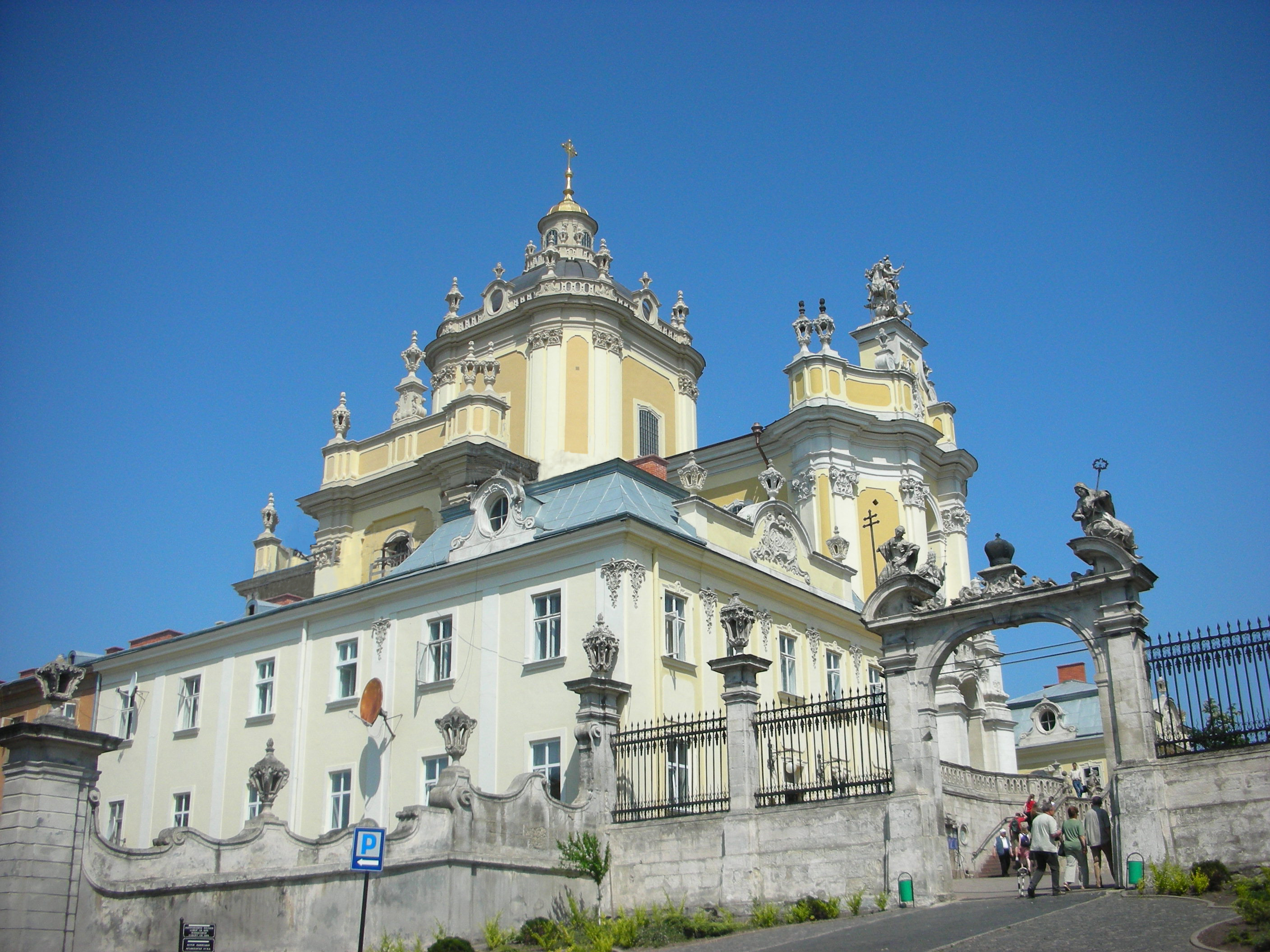
Собор святого Юра

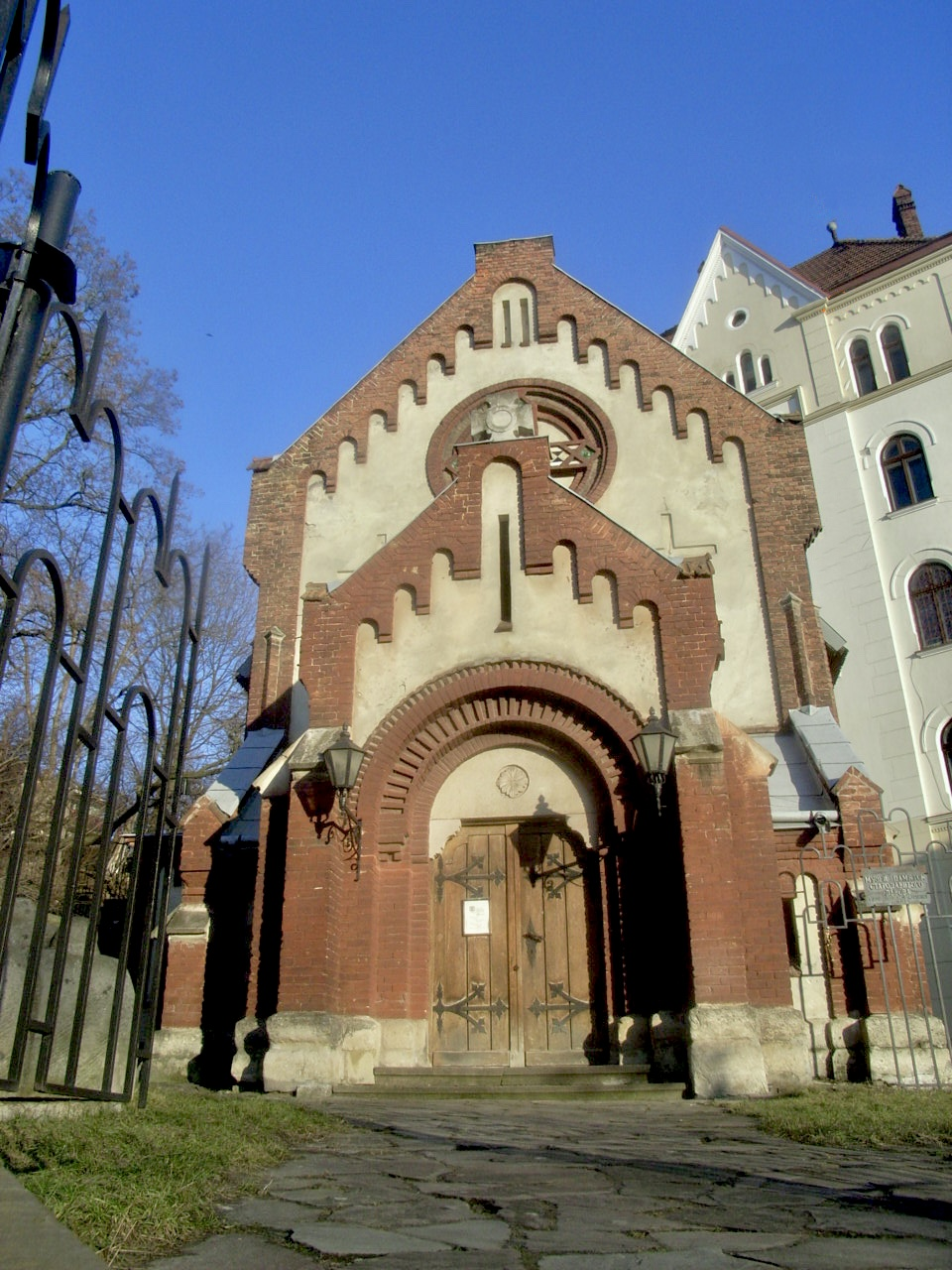
Костел святого Івана Хрестителя у Львові

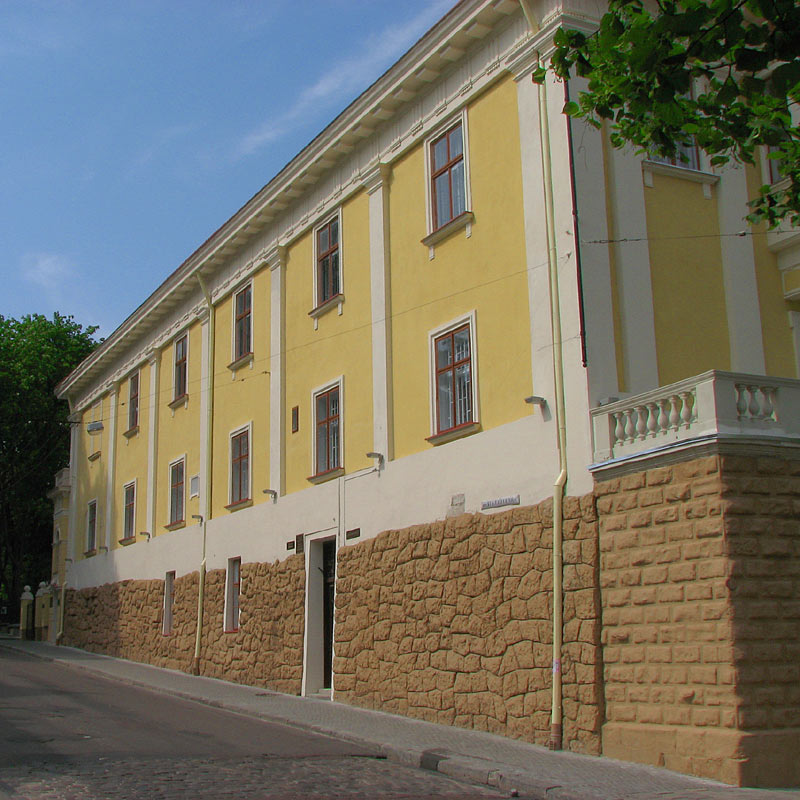
Арсенал Сенявських

Нижче поданий перелік пам'яток, що входять до Державного реєстру національного культурного надбання (є пам'ятками архітектури національного значення), які знаходяться у місті Львові. Для його укладання використано дані офіційного сайту Львівської міської ради . Пам'ятки архітектури подані в порядку зростання охоронного номера.

## Список
| Охоронний номер | Назва пам'ятки | Адреса                                    |
| --------------- | --- | ----------------------------------------- |
| 191             | Костел Заручин Марії і монастир Сакраменток                                                                                        | вул. Тершаковців, 1                       |
| 316             | Латинська катедра, Каплиця Боїмів і Каплиця Кампіанів                                                                              | пл. Катедральна, 1                        |
| 317             | Житловий будинок | вул. Вірменська, 5                        |
| 318             | Ансамбль Вірменської церкви: собор Успіння Пресвятої Богородиці, палац Вірменських архієпископів, колона святого Христофора        | вул. Вірменська, 7                        |
| 319             | Житловий будинок | вул. Вірменська, 13                       |
| 320             | Житловий будинок (кам'яниця Домажирська)                                                                                           | вул. Вірменська, 15                       |
| 321             | Житловий будинок | вул. Вірменська, 17                       |
| 322             | Житловий будинок (кам'яниця Миколаївська)                                                                                          | вул. Вірменська, 20                       |
| 323             | Житловий будинок (кам'яниця «Пори року», навчальний корпус Академії мистецтв)                                                      | вул. Вірменська, 23                       |
| 324             | Житловий будинок (кам'яниця Захновичів)                                                                                            | вул. Вірменська, 25                       |
| 325             | Житловий будинок (сьогодні — мистецький центр «Дзиґа»)                                                                             | вул. Вірменська, 35                       |
| 326/1           | Адміністративний будинок (палац Бандінеллі)                                                                                        | пл. Ринок, 2                              |
| 326/2           | Житловий будинок (кам'яниця Убальдіні)                                                                                             | пл. Ринок, 3                              |
| 326/3           | Чорна кам'яниця (Львівський історичний музей)                                                                                      | пл. Ринок, 4                              |
| 326/4           | Житловий будинок (кам'яниця Лукашевичів)                                                                                           | пл. Ринок, 5                              |
| 326/5           | Палац Корнякта (Львівський історичний музей)                                                                                       | пл. Ринок, 6                              |
| 326/6           | Житловий будинок (кам'яниця Шембека)                                                                                               | пл. Ринок, 7                              |
| 326/7           | Житловий будинок (кам'яниця Бернатовичівська)                                                                                      | пл. Ринок, 8                              |
| 326/8           | Адміністративний будинок (Палац латинських архієпископів)                                                                          | пл. Ринок, 9                              |
| 326/9           | Палац Любомирських (Музей меблів і порцеляни)                                                                                      | пл. Ринок, 10                             |
| 326/10          | Житловий будинок (кам'яниця Гайслярівська)                                                                                         | пл. Ринок, 11                             |
| 326/11          | Житловий будинок (кам'яниця Юстгляцівська)                                                                                         | пл. Ринок, 12                             |
| 326/12          | Житловий будинок (кам'яниця Алембеківська)                                                                                         | пл. Ринок, 13                             |
| 326/13          | Житловий будинок (кам'яниця Венеційська)                                                                                           | пл. Ринок, 14                             |
| 326/14          | Житловий будинок (кам'яниця Шимоновича)                                                                                            | пл. Ринок, 15                             |
| 326/15          | Житловий будинок (кам'яниця Рорайського)                                                                                           | пл. Ринок, 16                             |
| 326/16          | Житловий будинок (кам'яниця Францвенігівська)                                                                                      | пл. Ринок, 17                             |
| 326/17          | Житловий будинок (кам'яниця Грацівська)                                                                                            | пл. Ринок, 18                             |
| 326/18          | Житловий будинок (кам'яниця Пелчинська)                                                                                            | пл. Ринок, 19                             |
| 326/19          | Житловий будинок (кам'яниця Бєльських)                                                                                             | пл. Ринок, 20                             |
| 326/20          | Житловий будинок (кам'яниця Домбровського)                                                                                         | пл. Ринок, 21                             |
| 326/21          | Житловий будинок (кам'яниця Шольц-Вольфовичів)                                                                                     | пл. Ринок, 23                             |
| 326/22          | Кам'яниця Массарівська (Львівський історичний музей)                                                                               | пл. Ринок, 24                             |
| 326/23          | Житловий будинок (кам'яниця Якубшольцівська)                                                                                       | пл. Ринок, 25                             |
| 326/24          | Житловий будинок (кам'яниця Яншольцівська)                                                                                         | пл. Ринок, 26                             |
| 326/25          | Житловий будинок (кам'яниця Фауербахівська)                                                                                        | пл. Ринок, 27                             |
| 326/26          | Житловий будинок (кам'яниця Гепнерівська)                                                                                          | пл. Ринок, 28                             |
| 326/27          | Житловий будинок (кам'яниця Коритовського)                                                                                         | пл. Ринок, 29                             |
| 326/28          | Житловий будинок (кам'яниця Регульовського)                                                                                        | пл. Ринок, 30                             |
| 326/29          | Житловий будинок (кам'яниця Мазанчівська)                                                                                          | пл. Ринок, 31                             |
| 326/30          | Житловий будинок (кам'яниця Кільяніщинська)                                                                                        | пл. Ринок, 33                             |
| 326/31          | Житловий будинок (кам'яниця Авенштоківська)                                                                                        | пл. Ринок, 34                             |
| 326/32          | Житловий будинок (кам'яниця Майдашевичівська)                                                                                      | пл. Ринок, 35                             |
| 326/33          | Житловий будинок (кам'яниця Гєлазинівська)                                                                                         | пл. Ринок, 36                             |
| 326/34          | Житловий будинок (кам'яниця Гросваєрівська)                                                                                        | пл. Ринок, 37                             |
| 326/35          | Житловий будинок (кам'яниця Вільчківська)                                                                                          | пл. Ринок, 38                             |
| 326/36          | Житловий будинок (кам'яниця Толочківська)                                                                                          | пл. Ринок, 39                             |
| 326/37          | Житловий будинок (кам'яниця Зухоровичівська)                                                                                       | пл. Ринок, 40                             |
| 326/38          | Житловий будинок (кам'яниця Гренсівська)                                                                                           | пл. Ринок, 41                             |
| 326/39          | Житловий будинок (кам'яниця Седмирадських)                                                                                         | пл. Ринок, 42                             |
| 326/40          | Житловий будинок (кам'яниця Роттендорфівська)                                                                                      | пл. Ринок, 43                             |
| 326/41          | Житловий будинок (кам'яниця Бочковичівська)                                                                                        | пл. Ринок, 44                             |
| 326/42          | Житловий будинок (кам'яниця «Під Оленем»)                                                                                          | пл. Ринок, 45                             |
| 326/43          | Львівська ратуша і фонтани | пл. Ринок, 1                              |
| 327             | Оборонні мури | пр. Свободи, 1                            |
| 328             | Банк (кам'яниця Войнаровських) | вул. Руська, 2                            |
| 329             | Житловий будинок (кам'яниця Гепнера)                                                                                               | вул. Руська, 4                            |
| 330             | Житловий будинок (кам'яниця Теодоровича)                                                                                           | вул. Руська, 6                            |
| 331             | Житловий будинок (кам'яниця Филиповичів)                                                                                           | вул. Руська, 8                            |
| 332             | Ансамбль Успенської церкви (Успенська церква • Каплиця Трьох Святителів • Вежа Корнякта)                                           | вул. Руська, 1                            |
| 333             | Житловий будинок | вул. Сербська, 9                          |
| 334             | Міський арсенал (Музей зброї «Арсенал»)                                                                                            | вул. Підвальна, 5                         |
| 335             | Королівський арсенал | вул. Підвальна, 13                        |
| 336             | Порохова вежа (обласна спілка архітекторів)                                                                                        | вул. Підвальна, 4                         |
| 337             | Житловий будинок | вул. Театральна, 10                       |
| 338             | Костел єзуїтів | вул. Театральна, 11                       |
| 339             | Колегія єзуїтів | вул. Театральна, 13                       |
| 340             | Костел і монастир Домініканців (Музей історії релігії)                                                                             | пл. Музейна, 1                            |
| 341             | Комплекс монастиря та костелу Бернардинів                                                                                          | пл. Соборна, 3а                           |
| 342             | Житловий будинок | вул. Ставропігійська, 3                   |
| 343             | Житловий будинок | вул. Ставропігійська, 7                   |
| 344             | Житловий будинок | вул. Ставропігійська, 9                   |
| 345             | Будинок органної та камерної музики (костел Магдалени ордену отців Домініканців)                                                   | вул. Степана Бандери, 10                  |
| 346             | Житловий будинок | вул. Лесі Українки, 32                    |
| 347             | Житловий будинок (кам'яниця Фрідмана                                                                                               | вул. Староєврейська, 34                   |
| 348             | Житловий будинок | вул. Староєврейська, 35                   |
| 349             | Свято-Покровський собор (Костел Миколая отців Тринітаріїв)                                                                         | вул. Грушевського, 2                      |
| 350             | Музей Пінзеля (костел Кларисок) | пл. Митна, 1                              |
| 351             | Музей Русалки Дністрової (дзвіниця Святодухівської церкви)                                                                         | вул. Коперника, 36                        |
| 352             | Палац Сапєгів (з брамою) (Товариство охорони пам'яток)                                                                             | вул. Коперника, 40а                       |
| 353             | Концертний зал (костел Лазаря) | вул. Коперника, 27                        |
| 354             | Житловий будинок (кам'яниця Абреків)                                                                                               | вул. Краківська, 1/3                      |
| 355             | Житловий будинок | вул. Краківська, 4                        |
| 356             | Житловий будинок (кам'яниця Чехуцька)                                                                                              | вул. Краківська, 7                        |
| 357             | Житловий будинок (кам'яниця Коломийська)                                                                                           | вул. Краківська, 9                        |
| 358             | Житловий будинок | вул. Краківська, 22                       |
| 359             | Житловий будинок | вул. Краківська, 24                       |
| 360             | Житловий будинок | вул. Шевська, 4                           |
| 361             | Житловий будинок (кам'яниця Орловська)                                                                                             | вул. Шевська, 10                          |
| 362             | Костел святої Софії (Церква святої Софії)                                                                                          | вул. Франка, 121а                         |
| 363             | Церква святого Миколая | вул. Хмельницького, 28                    |
| 364             | Монастир і церква святого Онуфрія                                                                                                  | вул. Хмельницького, 34-36                 |
| 365             | Церква Святої Параскеви П'ятниці                                                                                                   | вул. Хмельницького, 77                    |
| 366             | Церква Матері Божої Неустанної Помочі (костел Марії Сніжної)                                                                       | вул. Сніжна, 2                            |
| 367             | Руїни замку | парк «Високий Замок»                      |
| 368             | Скульптури левів | парк «Високий Замок»                      |
| 369             | Свято-Покровський монастир Студійського уставу (сестер Бенедиктинок) і церква Всіх святих (костел Всіх святих сестер Бенедиктинок) | вул. Вічева, 2                            |
| 370             | Костел Мартина | вул. Жовківська, 8                        |
| 371             | Церква святого Миколая з села Кривка                                                                                               | вул. Чернеча Гора, 1 (Шевченківський гай) |
| 373             | Обласна лікарня (колегія Піярів)                                                                                                   | вул. Юрія Руфа, 2                         |
| 374             | Церква святого Михайла (костел святого Михайла отців Кармелітів босих)                                                             | вул. Винниченка, 20                       |
| 375             | Церква Стрітення (костел Стрітення (Святого Духа))                                                                                 | вул. Винниченка, 30                       |
| 376             | Собор святого Юра і Палац греко-католицьких митрополитів                                                                           | пл. святого Юра, 5                        |
| 484             | Церква Пресвятої Трійці | вул. Садибна, 1А                          |
| 961             | Преображенська церква | вул. Краківська, 21                       |
| 1246            | Житловий будинок | пл. Катедральна, 2                        |
| 1247            | Житловий будинок | пл. Катедральна, 5                        |
| 1248            | Житловий будинок | пл. Катедральна, 6                        |
| 1249            | Житловий будинок | пл. Катедральна, 7                        |
| 1250            | Житловий будинок | пл. Катедральна, 8                        |
| 1251            | Житловий будинок (кам'яниця Обухівська)                                                                                            | вул. Вірменська, 4                        |
| 1252            | Житловий будинок | вул. Вірменська, 6                        |
| 1253            | Житловий будинок (кам'яниця Писарчика (Богуша))                                                                                    | вул. Вірменська, 16                       |
| 1254            | Житловий будинок (кам'яниця Тумановичів)                                                                                           | вул. Вірменська, 18                       |
| 1255            | Житловий будинок | вул. Вірменська, 21                       |
| 1256            | Житловий будинок (кам'яниця Касіана)                                                                                               | вул. Вірменська, 22                       |
| 1257            | Житловий будинок (кам'яниця Бернатовича)                                                                                           | вул. Вірменська, 32                       |
| 1258            | Житловий будинок | вул. Вірменська, 33                       |
| 1259            | Житловий будинок (кам'яниця Миколаєвичів)                                                                                          | вул. Руська, 10                           |
| 1260            | Житловий будинок (кам'яниця Голубовичів)                                                                                           | вул. Руська, 12                           |
| 1261            | Житловий будинок (кам'яниця Коркесів)                                                                                              | вул. Руська, 14                           |
| 1262            | Житловий будинок | вул. Театральна, 12                       |
| 1263            | Палац Дідушицьких, (Державний природознавчий музей)                                                                                | вул. Театральна, 18                       |
| 1264            | Львівський національний академічний театр опери та балету імені С. Крушельницької                                                  | пр. Свободи, 28                           |
| 1265            | Палац Потоцьких, Бєльських і Коморовських (сьогодні — обласна бібліотека)                                                          | пл. Галицька, 10                          |
| 1266            | Оборонна вежа | вул. Братів Рогатинців, 32                |
| 1267            | Житловий будинок | вул. Сербська, 3                          |
| 1268            | Житловий будинок | вул. Сербська, 5                          |
| 1269            | Житловий будинок | вул. Сербська, 7                          |
| 1270            | Житловий будинок | вул. Сербська, 8                          |
| 1271            | Житловий будинок | вул. Сербська, 11                         |
| 1273            | Житловий будинок | вул. Федорова, 1                          |
| 1274            | Житловий будинок | вул. Федорова, 4                          |
| 1275            | Житловий будинок (кам'яниця Нестеровичів)                                                                                          | вул. Федорова, 8                          |
| 1276            | Друкарня поліграфічного училища (друкарня Ставропігійського братства)                                                              | вул. Федорова, 9                          |
| 1277            | Житловий будинок (Задній фасад Палацу Корнякта)                                                                                    | вул. Федорова, 10                         |
| 1278            | Житловий будинок (кам'яниця Бернатовичів                                                                                           | вул. Федорова, 14                         |
| 1279            | Житловий будинок | вул. Федорова, 16                         |
| 1280            | Кабінет мистецтв бібліотеки (арсенал Сенявських)                                                                                   | вул. Бібліотечна, 2                       |
| 1281            | Житловий будинок «Башта» | вул. Галицька, 3                          |
| 1282            | Житловий будинок | вул. Галицька, 8                          |
| 1283            | Житловий будинок «Під лебедем» | вул. Галицька, 10                         |
| 1284            | Житловий будинок «Під левами» | вул. Галицька, 11                         |
| 1285            | Житловий будинок (кам'яниця Оброцьких)                                                                                             | вул. Галицька, 15                         |
| 1286            | Театр імені Марії Заньковецької (театр Скарбека)                                                                                   | вул. Лесі Українки, 1                     |
| 1287            | Музей, реставраційні майстерні (монастир вірменських бенединтинок)                                                                 | вул. Лесі Українки, 10                    |
| 1288            | Житловий будинок | вул. Лесі Українки, 12                    |
| 1289            | Житловий будинок | вул. Лесі Українки, 14                    |
| 1290            | Житловий будинок | вул. Лесі Українки, 16                    |
| 1291            | Житловий будинок | вул. Лесі Українки, 24                    |
| 1292            | Навчальний заклад (житловий будинок)                                                                                               | вул. Лесі Українки, 26                    |
| 1293            | Житловий будинок | вул. Лесі Українки, 30                    |
| 1294            | Житловий будинок | вул. Староєврейська, 7                    |
| 1295            | Житловий будинок | вул. Староєврейська, 8                    |
| 1296            | Житловий будинок | вул. Староєврейська, 10                   |
| 1297            | Житловий будинок | вул. Староєврейська, 22                   |
| 1298            | Житловий будинок | вул. Староєврейська, 23                   |
| 1299            | Житловий будинок | вул. Староєврейська, 24                   |
| 1300            | Житловий будинок | вул. Староєврейська, 26                   |
| 1301            | Житловий будинок | вул. Староєврейська, 27                   |
| 1302            | Житловий будинок (кам'яниця «Амброзія»                                                                                             | вул. Староєврейська, 28                   |
| 1303            | Житловий будинок і руїни синагоги «Золота Роза»                                                                                    | вул. Староєврейська, 29                   |
| 1304            | Житловий будинок | вул. Староєврейська, 31                   |
| 1305            | Житловий будинок | вул. Староєврейська, 36                   |
| 1306            | Житловий будинок | вул. Староєврейська, 38                   |
| 1307            | Житловий будинок | вул. Староєврейська, 50                   |
| 1308            | Житловий будинок | вул. Староєврейська, 52                   |
| 1309            | Навчальний корпус єзуїтського пансіону (будівля Львівського університету)                                                          | вул. Винниченка, 8                        |
| 1310            | Адміністративний будинок (палац Потоцьких)                                                                                         | вул. Коперника, 15                        |
| 1311            | Житловий будинок | вул. Краківська, 5                        |
| 1312            | Житловий будинок | вул. Краківська, 13                       |
| 1313            | Житловий будинок | вул. Краківська, 15                       |
| 1314            | Житловий будинок | вул. Краківська, 17                       |
| 1315            | Житловий будинок (кам'яниця Мосніцька)                                                                                             | вул. Шевська, 6                           |
| 1316            | Житловий будинок | вул. Шевська, 8                           |
| 1317            | Житловий будинок | вул. Шевська, 12                          |
| 1318            | Житловий будинок (кам'яниця Войцовська)                                                                                            | вул. Шевська, 14                          |
| 1319            | Адміністративний будинок (кам'яниця Крохмалечівська)                                                                               | вул. Шевська, 16                          |
| 1321            | Львівська національна наукова бібліотека України імені В. Стефаника НАН України                                                    | вул. Стефаника, 2                         |
| 1322            | Житловий будинок | вул. Винниченка, 8                        |
| 1323            | Житловий будинок | вул. Винниченка, 14                       |
| 1324            | Адміністративний будинок — Львівська обласна рада (палац намісників)                                                               | вул. Винниченка, 16                       |
| 1325            | Адміністративний будинок — Львівська облдержадміністрація (намісництво губернатора Галичини)                                       | вул. Винниченка, 18                       |
| 1326            | Житловий будинок | пл. Міцкевича, 9                          |
| 1327            | Костел святого Казимира | вул. Кривоноса, 1                         |
| 1328            | Костел місіонерів | вул. Замарстинівська, 134а                |
| 1329            | Костел Францисканів | вул. Короленка, 1                         |
| 1330            | Адміністративний будинок (монастир)                                                                                                | вул. Коперника, 27                        |
| 1331            | Церква Успіння праведної Анни і дзвіниця                                                                                           | вул. Замарстинівська, 1                   |
| 1334            | Костел святого Івана Хрестителя у Львові (Музей найдавніших пам'яток Львова)                                                       | вул. Ужгородська, 1                       |